# Paenungulata
Пенунґулята (Paenungulata) — природна група ссавців, що складається з трьох сучасних і двох вимерлих рядів.

## Опис
Хоча цілісність цієї групи значною мірою підтверджують генетичні тестування, є кілька морфологічних характеристик. Це  деталі конструкції щиколотки, присутність 19 і більше грудних хребців, і будова молярів. Раніше об'єднували з копитними, але дослідження виявили, що копита виникли у кожної групи окремо.

## Історія
Перші рідкісні знахідки відомі з палеоцену і раннього еоцену. Група, звичайно, старіша за походженням і, ймовірно, вже виникла у кінці крейдяного періоду. Наприкінці еоцену і олігоцену група почала розцвітати, існувало безліч родин даманоподібних і хоботних, в основному в Африці. Ламантини і морські корови досягнули поширення майже в усьому світі. Але, не в останню чергу через втручання людини, збереглося лише близько одинадцяти сучасних видів цієї групи.

## Класифікація
- Даманоподібні (Hyracoidea)
- Tethytheria
  - Хоботні (Proboscidea)
  - Сирени (Sirenia)
  - †Embrithopoda
  - †Desmostylia

## Галерея
|                   |
| Слон африканський |

|          |
| Ламантин |

|       |
| Даман |

|             |
| Десмостилюс |

|            |
| Ембрітопод |